# Jure Franko
Jure Franko (n. 28 martie 1962, Nova Gorica, Comuna urbană Nova Gorica, Slovenia) este un schior alpin ce a reprezentat Slovenia, medaliat olimpic. A participat la o ediție a Jocurilor Olimpice (1984) în care a câștigat o medalie de argint.

## Participări
Lista de mai jos prezintă principalele competiții la care a participat Jure Franko de-a lungul carierei.
- alpine skiing at the 1984 Winter Olympics – men's giant slalom[*]